# 2. Garde-Ulanen-Regiment

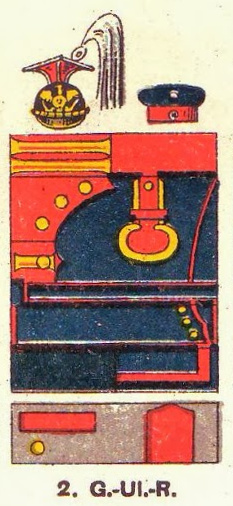
Farben der Uniform des 2. Garde-Ulanen-Regiments

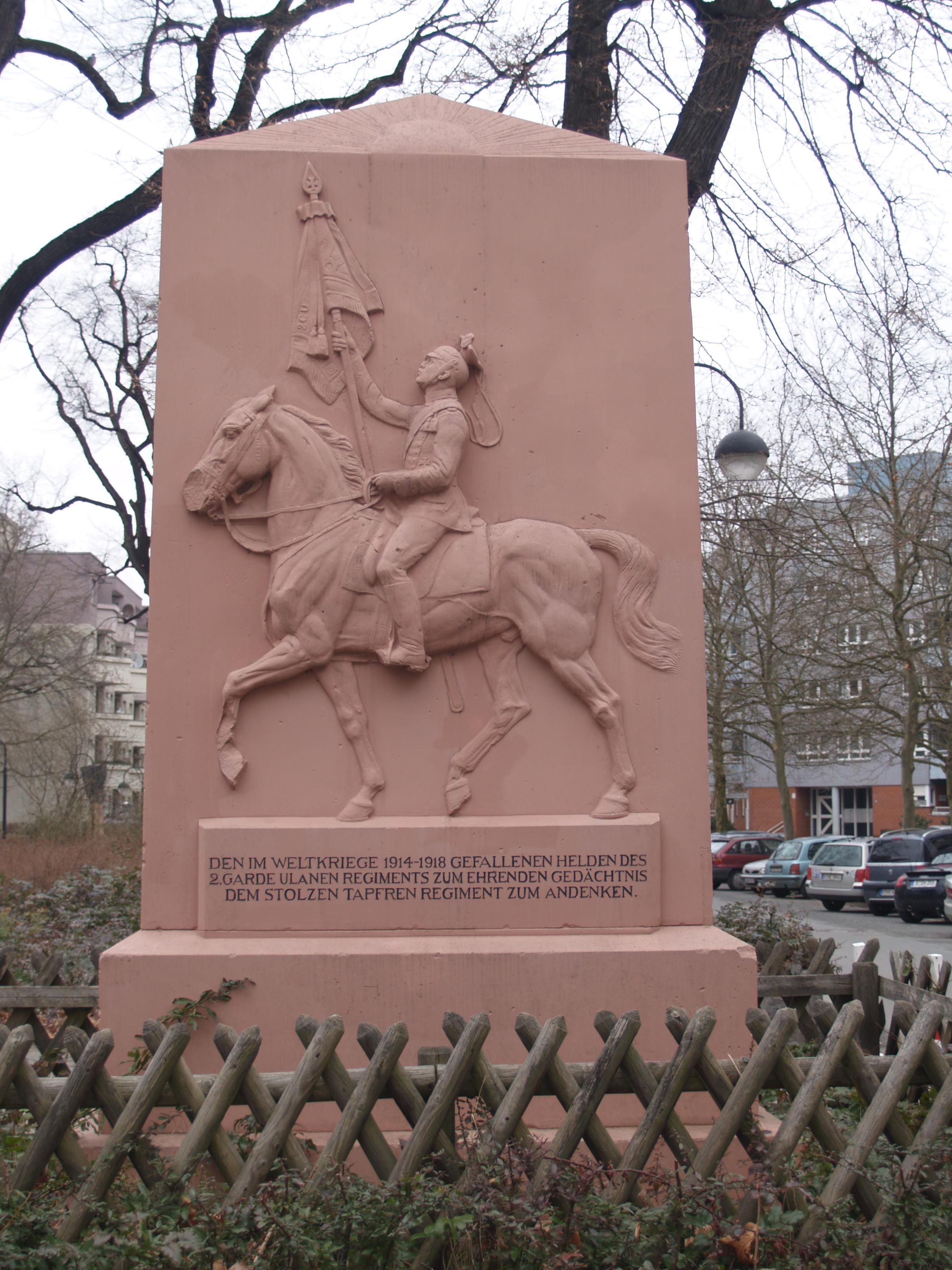
Denkmal in Berlin-Moabit, Claire-Waldoff-Promenade

Das 2. Garde-Ulanen-Regiment war ein Kavallerieverband der Preußischen Armee.

## Organisation und Verbandszugehörigkeit 1914
- Gardekorps in Berlin

Kommandierender General: General der Infanterie Karl von Plettenberg
- Garde-Kavallerie-Division in Berlin

Kommandeur: Generalleutnant Manfred von Richthofen
- 4. Garde-Kavallerie-Brigade in Potsdam

Kommandeur: Oberst Carl Otto von Senden
- Stiftungstag: 27. Februar 1819
- Garnison: Berlin

## Geschichte

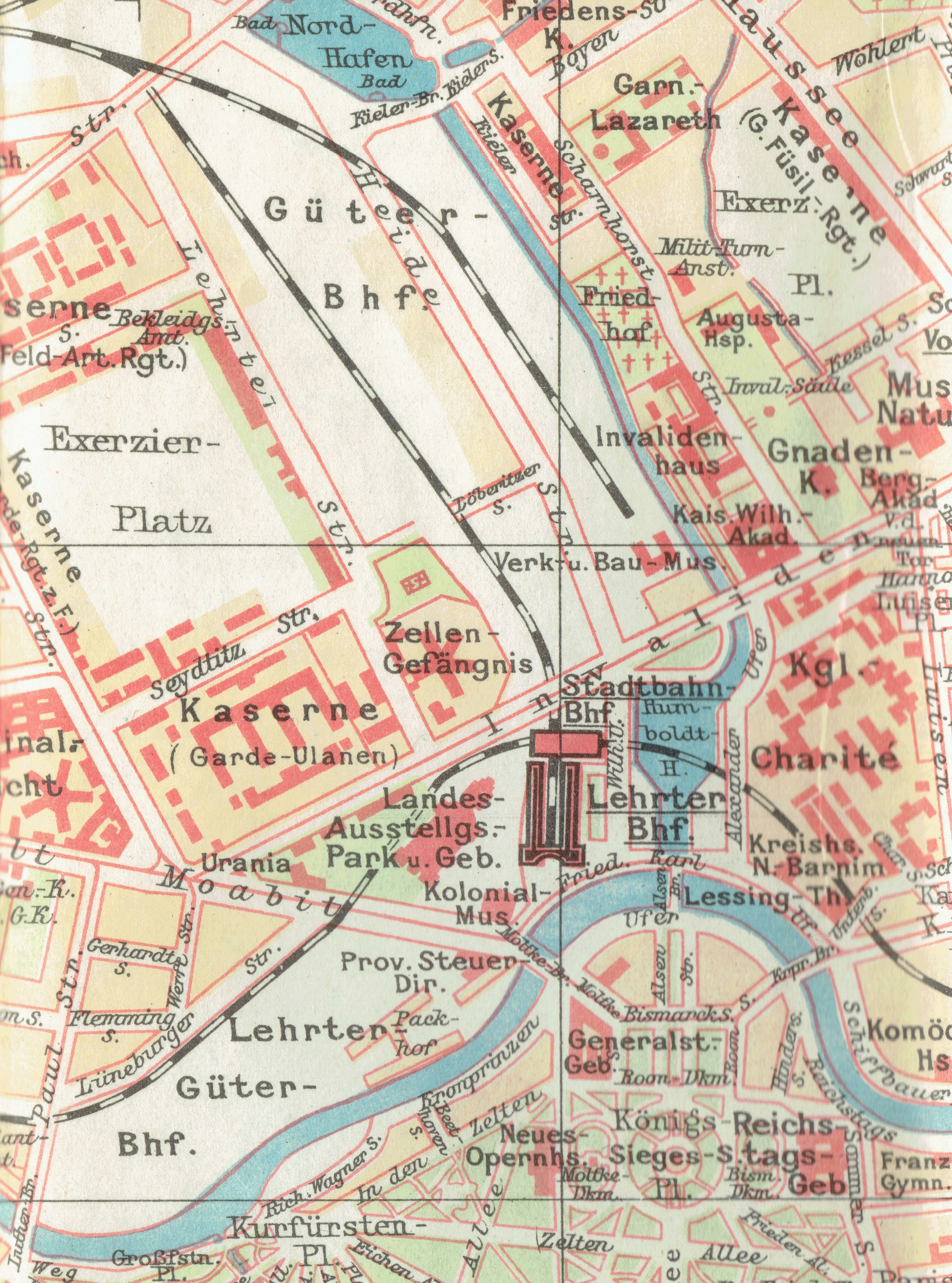
Lage der Kaserne der Garde-Ulanen in der Invalidenstraße in Berlin-Moabit (Kartenausschnitt 1915)

Auf Anordnung von König Friedrich Wilhelm III. wurde 1817 im Großherzogtum Posen die Posensche Garde Landwehr Eskadron aufgestellt. Der Aufstellungsbefehl erfolgte durch Erlass des Kriegsministers Hermann von Boyen am 10. Februar 1817. Mit Allerhöchster Kabinettsorder (A.K.O.) vom 17. April wurden der Eskadron abwechselnd die Garnisonen Berlin und Posen zugewiesen. Aufstellungsort war Posen. Die am 7. Juni 1818 aufgestellte Litthauische Garde-Landwehr-Eskadron und die am 18. November aufgestellte Thüringische und Clevische Garde-Landwehr-Eskadron wurden im Jahre 1819 mit der Posenschen Eskadron zum Garde-Landwehr-Kavallerie-Regiment vereinigt. Erster Regimentskommandeur war Major Wilhelm von Trotha. Das Regiment wurde 1819 nach Potsdam verlegt. Durch A.K.O. vom 3. August 1821 wurde es um weitere vier Eskadrons aufgestockt und in das 1. und 2. Garde-Landwehr-Kavallerie-Regiment geteilt. Am 30. März 1826 erhielt das 2. Regiment die Bezeichnung 2. Garde-Ulanen (Landwehr)-Regiment. Am 2. Oktober 1851 wurde durch A.K.O. die nunmehr endgültige Bezeichnung 2. Garde-Ulanen-Regiment festgelegt. 
Im Jahre 1913 wurde der im Juni 1871 auf den 3. August 1821 festgesetzte Stiftungstag des Regiments mit dem 27. Februar 1819 neu festgelegt.

### Berliner Barrikadenkämpfe
1848 wurden die Ulanen während der Berliner Barrikadenkämpfe eingesetzt.

### Deutscher Krieg
Erste Kriegshandlungen erlebte das Regiment im Deutschen Krieg 1866, als es in Schlesien und Böhmen eingesetzt wurde, ohne jedoch in größere Kämpfe verwickelt worden zu sein.

### Deutsch-Französischer Krieg
Im Deutsch-Französischen Krieg 1870/71 operierten die Ulanen zunächst in Lothringen mit darauffolgendem Vormarsch durch die Ardennen auf Paris, wo sie der Belagerungstruppe zugeteilt waren. Zu Beginn des Jahres 1871 wurde das Regiment nach Nordfrankreich verlegt und in der Gegend von St. Quentin und Amiens eingesetzt. In diesem Krieg hatte das Regiment nur geringe Verluste: zwölf Mann verwundet und zwanzig Mann krank.

### Erster Weltkrieg
Nach der Mobilmachung marschierte das Regiment im Verband der 2. Garde-Division ins neutrale Belgien ein. Es rückte kämpfend bis zur Marne vor und wurde nach dem allgemeinen Rückzug zunächst bei Reims sowohl im Stellungskampf als auch im Melde- und Bereitschaftsdienst verwendet. Ende September 1914 wurde das Regiment aufgeteilt. Stab, 3. und 4. Eskadron (2. Halb-Regiment) wechselten zur 2. Kavallerie-Division und schieden somit aus dem Gardekorps aus. Die 1. und 2. Eskadron (1. Halb-Regiment) verblieben als Divisionskavallerie bei der 2. Garde-Division. Diese Trennung bestand bis Kriegsende.
1. Halb-Regiment: Es verblieb bis Ende November sowohl im Patrouillen- als auch im Schützeneinsatz an der Westfront. Am 20. November 1914 verlegte es an die Ostfront nach Russisch-Polen und wurde dort in Stellungskämpfen eingesetzt. Als im August 1915 Bewegung in die Front kam, rückten die Ulanen auf Wilna vor, um dort wieder als Kavallerieschützen eingesetzt zu werden. Ende Oktober 1915 verlegte das Halb-Regiment nach Kurland und war 1917 an der Einnahme von Riga beteiligt. Im November 1917 verlegte die Einheit zurück in den Westen, wo die 3. Eskadron bei der 202. Infanterie-Division und die 4. Eskadron bei der 1. Reserve-Division als Divisionskavallerie bis zum Ende des Krieges eingesetzt wurden.
2. Halb-Regiment: Es verblieb zunächst an der Westfront, wo es dem Leib-Garde-Husaren-Regiment und dem Dragoner-Regiment Nr. 6 zugeteilt war. Es verlegte im April 1915 nach Galizien, kehrte jedoch bald darauf wieder in den Westen zurück. Im Jahre 1917 erfolgte nochmals ein kurzer Einsatz an der Ostfront (Kämpfe vor Wilna) danach Rückkehr nach dem Westen, wo es bis zum Kriegsende als Divisionskavallerie im Einsatz war.

### Verbleib
Ende des Monats Dezember 1918 kehrten die Eskadrons nach Berlin zurück, wo das Regiment zunächst demobilisiert und dann 1919 aufgelöst wurde.
Die Tradition übernahm in der Reichswehr die 4. Eskadron des 4. (Preußisches) Reiter-Regiments in Perleberg.

## Standorte

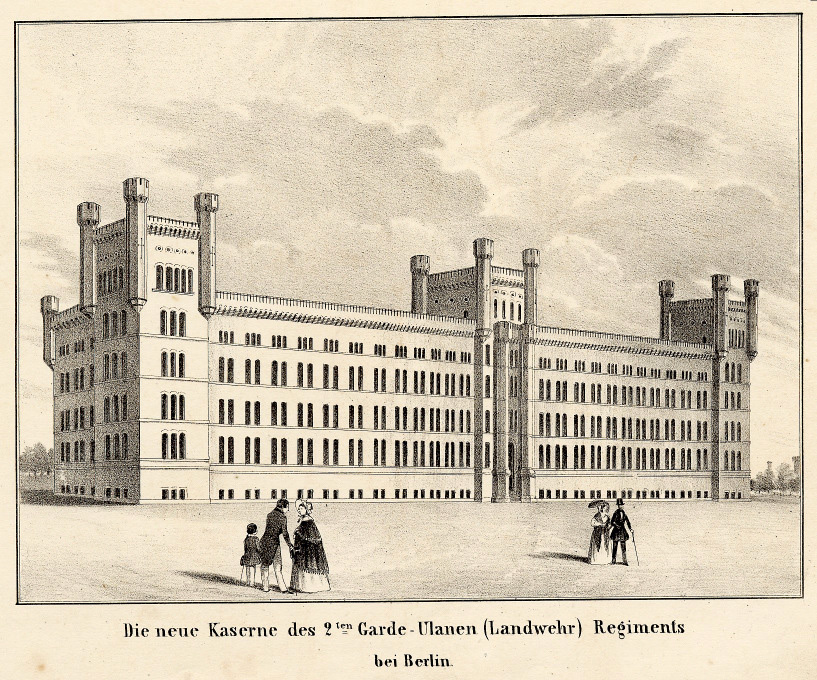
Kaserne der Garde-Ulanen in der Invalidenstraße, um 1850

Die ursprünglichen Standorte waren Berlin und Charlottenburg, zeitweise auch Köpenick, Nauen, Fürstenwalde und Beeskow. In Berlin hatte das Regiment Kasernen in der Universitätsstraße 7, der Wilhelmstraße 3 und am Belleallianceplatz (Mehringplatz) 11. Von 1846 bis 1848 wurde nach Plänen von Friedrich August Stüler unter der Leitung von Ferdinand Fleischinger und Wilhelm Louis Drewitz auf dem Gelände der ehemaligen Pulverfabrik eine neue Kaserne für das 2. Garde-Ulanen-Landwehr-Regiment an der Invalidenstraße 56 in Berlin-Moabit errichtet.

## Regimentschef
Erster Regimentschef wurde am 22. Oktober 1893 König Albert von Sachsen. Nach dessen Tod blieb diese Stellung zunächst vakant, bis Kaiser Wilhelm II. am 1. September 1911 den sächsischen König Friedrich August III. zum neuen Regimentschef ernannte.

## Kommandeure

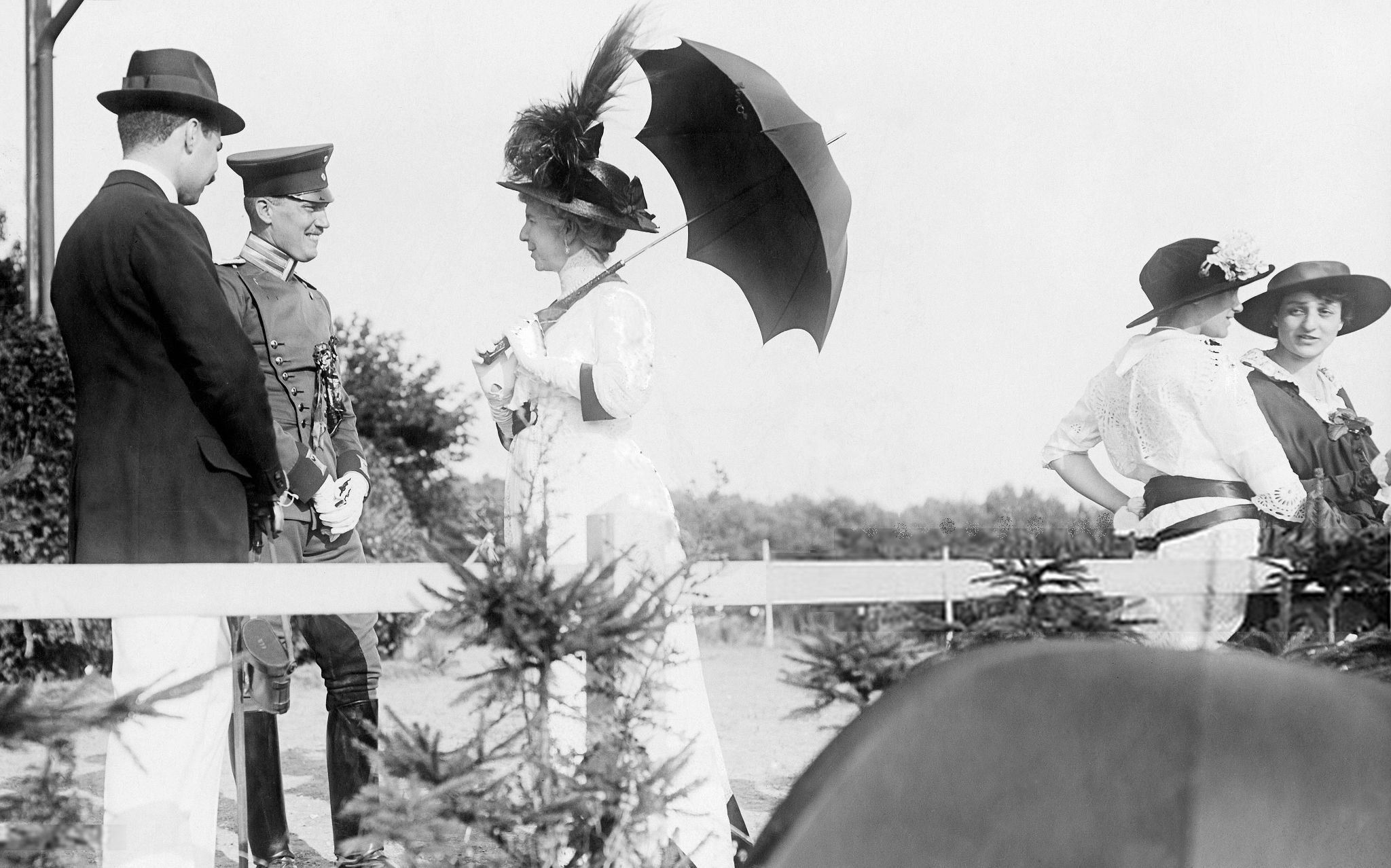
Rittmeister Wilhelm v. Kummer von den 2. Garde-Ulanen, ein Enkel des Generals Ferdinand von Kummer und Patenkind des Kaisers, galt in den Jahren vor dem Ersten Weltkrieg als einer der bekanntesten deutschen Turnierreiter. Hier in Uniform im Gespräch mit seiner Schwiegermutter, der Berliner Geschäftsfrau Konsul Staudt, bei einem Pferderennen im Hoppegarten.

| Dienstgrad                  | Name                              | Datum                                                                 |
| --------------------------- | --------------------------------- | --------------------------------------------------------------------- |
| Major/Oberstleutnant        | Wilhelm von Trotha                | 14. April 1819 bis 27. November 1821                                  |
| Major/Oberstleutnant/Oberst | Karl von Cosel                    | 29. November 1821 bis 29. März 1829                                   |
| Oberst                      | August von Hedemann               | 30. März 1829 bis 29. März 1832                                       |
| Oberstleutnant/Oberst       | Friedrich Wilhelm von Dunker      | 30. März 1832 bis 29. März 1840                                       |
| Oberstleutnant/Oberst       | Heinrich von Ostau                | 30. März 1840 bis 17. Oktober 1845                                    |
| Oberst                      | Karl von Borcke                   | 18. Oktober 1845 bis 6. Dezember 1846                                 |
| Oberstleutnant              | Friedrich zu Solms-Rödelheim      | 07. Dezember 1846 bis 22. September 1847 (mit der Führung beauftragt) |
| Oberstleutnant/Oberst       | Friedrich zu Solms-Rödelheim      | 23. September 1847 bis 21. September 1851                             |
| Oberst                      | Philipp von Croy                  | 22. September 1851 bis 30. Januar 1853                                |
| Oberstleutnant/Oberst       | Karl von der Goltz                | 31. Januar 1853 bis 3. April 1857                                     |
| Oberst                      | Emil zu Dohna-Schlodien           | 04. April 1857 bis 11. Mai 1860                                       |
| Major/Oberstleutnant/Oberst | Wilhelm von Brandenburg           | 12. Mai 1860 bis 16. September 1866                                   |
| Oberstleutnant/Oberst       | Heinrich von Hessen und bei Rhein | 17. September 1866 bis 23. Juni 1871                                  |
| Oberstleutnant              | Hermann Albert zu Lynar           | 24. Juni bis 10. November 1871                                        |
| Oberst                      | Wichard von Rochow                | 11. November 1871 bis 15. April 1874                                  |
| Oberstleutnant              | Karl von Alten                    | 16. April bis 26. Oktober 1874 (mit der Führung beauftragt)           |
| Oberstleutnant              | Karl von Alten                    | 27. Oktober 1874 bis 14. Juni 1875                                    |
| Oberst                      | Louis von Hesberg                 | 15. Juni 1875 bis 2. März 1880                                        |
| Oberstleutnant/Oberst       | Alfred von Scholten               | 03. März 1880 bis 10. Februar 1886                                    |
| Oberst                      | Arthur von Frankenberg-Proschlitz | 11. Februar 1886 bis 18. Juni 1886                                    |
| Major                       | Karl von Stünzner                 | 19. Juni bis 22. Oktober 1886 (in Vertretung)                         |
| Oberst                      | Arthur von Frankenberg-Proschlitz | 23. Oktober 1886 bis 7. März 1887                                     |
| Oberst                      | Karl von Wedel                    | 08. März 1887 bis 16. April 1888                                      |
| Oberstleutnant/Oberst       | Robert von Massow                 | 17. April 1888 bis 15. April 1889                                     |
| Major                       | Karl Botho zu Eulenburg           | 16. April bis 26. Juni 1889 (mit der Führung beauftragt)              |
| Oberstleutnant/Oberst       | Karl Botha zu Eulenburg           | 27. Juni 1889 bis 17. August 1893                                     |
| Oberst                      | Karl von Langermann und Erlencamp | 19. August 1893 bis 14. Juni 1898                                     |
| Oberstleutnant/Oberst       | Georg von Stangen                 | 15. Juni 1898 bis 30. September 1903                                  |
| Oberstleutnant/Oberst       | Otto von Garnier                  | 01. Oktober 1903 bis 12. September 1906                               |
| Oberstleutnant/Oberst       | Karl-Ulrich von Bülow             | 13. September 1906 bis 31. März 1912                                  |
| Oberst                      | Leopold von Maltzahn              | 02. April 1912 bis 12. August 1916                                    |
| Oberstleutnant              | Arnold von Maldeghem              | 13. August 1916 bis Auflösung                                         |

## Uniform
Die Ulanen trugen die typische Uniform mit der doppelten Knopfreihe auf dem Ulanka genannten Waffenrock. Diese war mit sog. polnischen Aufschlägen und gelben Gardelitzen ausgestattet. Zur Parade wurde auf der Vorderseite eine Paraderabatte eingeknöpft. Die Abzeichenfarbe war ponceaurot und wurde auf den Ärmelaufschlägen, Kragen, Schulterstücken, Passepoils, Mützenband, Tschapkarabatte, Paraderabatte und Passanten getragen. Beschlag und Knöpfe waren gelb. An der Vorderseite der Tschapkaglocke befand sich der Gardeadler mit aufgelegtem Gardestern. Dazu wurde ein weißer Rosshaarbusch getragen.
Bereits mit A.K.O. vom 14. Februar 1907 befohlen und ab 1909/1910 schrittweise eingeführt, wurde anlässlich des Kaisermanövers 1913 die bunte Uniform erstmals durch die feldgraue Felddienstuniform (M 1910) ersetzt. Das Lederzeug und die Stiefel waren naturbraun, die Tschapka wurde durch einen schilffarbig genannten Stoffüberzug bedeckt. Das Bandelier und die Kartusche wurden zu dieser Uniform nicht mehr angelegt.